# L'Effroyable Machine de l'industriel N.P.
Pour plus de détails, voir Fiche technique et Distribution.
L'Effroyable Machine de l'industriel N.P. (N.P. - Il segreto) est un film italien réalisé par Silvano Agosti et sorti en 1971.
C'est une intrigue dystopique qui dénonce sur un mode sociologique et satirique l'utilisation subversive du pouvoir militaire et des services secrets pendant les années de plomb en Italie.

## Synopsis
Un ingénieur, président du GIAR qui signifie Gruppo industriale imprese riunite, invente une machine qui transforme les déchets en produits comestibles. L'État va alors s'emparer du dispositif pour anéantir le prolétariat citadin et procéder à une mécanisation inhumaine de la société.

## Fiche technique
Sauf indication contraire, les informations mentionnées dans cette section peuvent être confirmées par la base de données cinématographiques IMDb,  présente dans la section « Liens externes ».
- Titre français : L'Effroyable Machine de l'industriel N.P. ou N.P., le secret[3]
- Titre original italien : N.P. - Il segreto[4]
- Réalisation : Silvano Agosti
- Scénario : Silvano Agosti, Italo Moscati (it), Lucia Trevisante
- Photographie : Dimitri Nicolau (it)
- Montage : Silvano Agosti
- Musique : Nicola Piovani (dirigé par Bruno Nicolai)
- Décors : Isabella Genoese
- Production : Enrico Zaccaria
- Société de production : Zeta-a-Elle
- Pays de production :  Italie
- Langue originale : italien
- Format : Couleur - Son mono - 35 mm
- Durée : 95 minutes (1 h 35)
- Genre : science-fiction
- Dates de sortie :
  - Italie : juillet 1971 (Festival du film de Taormine) ; 26 juillet 1972 (Milan)
  - France : 12 avril 1973

## Distribution
- Francisco Rabal : L'industriel NP
- Irène Papas : La femme au foyer
- Ingrid Thulin : La femme de NP
- Edy Biagetti : Marini
- Takis Emmanuel : Leali
- Marino Masè:
- Massimo Moreschini
- Marco Marsili
- Giuseppe Lanciano
- Vincenzo Giancola
- Linda Carradoni
- Marco Agosti
- Marco Bellocchio : Le prédicateur (voix)